# RE:BRIDGE〜Return to oneself〜
『RE:BRIDGE〜Return to oneself〜』（リ・ブリッジ〜リターントゥー ワンセルフ〜）は、Animelo Summer Live 2009 -RE:BRIDGE-のテーマソング。2009年6月24日にevolutionから発売された。

## 概要
- Animelo Summer Live 2009 -RE:BRIDGE-のテーマソング。
- 作詞は奥井雅美、作曲は栗林みな実が担当している。
- 歌は、Animelo Summer Live 2009 -RE:BRIDGE-に出演したアーティストが担当している（追加で出演が決まったアーティストは参加していない）。

## 収録曲
1. RE:BRIDGE〜Return to oneself〜
歌:彩音 / ALI PROJECT（宝野アリカ） / 石川智晶 / いとうかなこ / ELISA / 近江知永 / 奥井雅美 / GRANRODEO / 栗林みな実 / サイキックラバー / 榊原ゆい / savage genius / JAM Project（影山ヒロノブ、遠藤正明、きただにひろし、奥井雅美、福山芳樹） / Suara / 茅原実里 / 平野綾 / manzo / 水樹奈々 / May'n / 桃井はるこ / 米倉千尋
作詞:奥井雅美 / 作曲:栗林みな実 / 編曲:鈴木Daichi秀行
2. RE:BRIDGE〜Return to oneself〜 (Instrumental)